# Патерналистский консерватизм
Патернали́стский консервати́зм — направление консерватизма, которое отражает веру в то, что общества существуют и развиваются органично и что члены внутри них имеют обязательства друг перед другом. Особое внимание уделяется обязательствам привилегированных и богатых перед бедными. Патерналистский консерватизм согласуется с принципами органицизма, иерархии и долга. Сторонники этого мировоззрения считают идеальным баланс между властью индивида и государства, без перевеса в одну из сторон.
В британской политике существует понятие «консерватизма одной нации» (англ. one-nation conservatism), базирующееся на идеях патерналистского консерватизма.